# شفت الليل 2 (مسلسل)
شفت الليل 2 هو مسلسل كوميدي سعودي تم إنتاجه في السعودية. بدأ عرضه في سنة 2013 على روتانا خليجية. بلغ عدد مواسم المسلسل موسمان، كما بلغ عدد حلقاته 30 حلقة، وتبلغ مدة الحلقة الواحدة 20 دقيقة. ومن بطولة مشعل المطيري ومحمد القس ودريعان الدريعان ورياض الصالحاني وطارق الحربي ونواف المهنا. تم بث المسلسل لأول مرة بتاريخ الأول من رمضان 1434.

## الممثلون والشخصيات
- نائب المدير: مشعل المطيري بدور أستاذ فيصل
- صديق فيصل: الكاشير محمد القس بدور وليد
- مسؤول المخزن: نواف المهنا بدور عمر
- الخباز الخمول: رياض الصالحاني بدور أبو مرضي
- مسؤول قسم الالكترونيات: طارق الحربي بدور عصام
- رجل الأمن: دريعان الدريعان بدور سعيد